# Regressão (psicologia)
Regressão, segundo o psicanalista Sigmund Freud, é um mecanismo de defesa que leva à reversão temporária ou a longo prazo do  ego para um estágio anterior de desenvolvimento, em vez de lidar com os impulsos inaceitáveis de um modo mais adaptivo. O mecanismo de defesa da regressão, na teoria psicanalítica, ocorre quando a personalidade de um indivíduo retorna a um estágio anterior de desenvolvimento, adotando maneirismos infantis.

## Freud, regressão e neurose
Freud viu desenvolvimento inibido, fixação e regressão como elementos centralmente formadores na criação de uma neurose. Argumentando que 'a função  libidinal passa por um longo desenvolvimento", afirmou que "um desenvolvimento desse tipo envolve dois perigos - primeiro, a "inibição" e em segundo lugar, a " regressão".' As inibições produzem fixações; e quanto mais fortes as fixações em seu caminho de desenvolvimento, mais prontamente a função escapará das dificuldades externas regredindo às fixações.
A neurose para Freud era, portanto, o produto da fuga de uma realidade insatisfatória ao longo do caminho da involução, da regressão, de um retorno às fases anteriores da vida sexual, fases das quais a satisfação de um tempo não era retida. Essa regressão parece ser dupla: uma "temporal", na medida em que a libido, as necessidades eróticas remontam a estágios de desenvolvimento que são mais antigos no tempo e outra "formal", onde os métodos originais e primitivos da expressão psíquica são empregados na manifestação dessas necessidades.Os comportamentos associados à regressão podem variar muito dependendo de qual estágio a pessoa está afixada, Se um indivíduo fixado no estágio oral pode começar a comer ou fumar excessivamente, ou pode se tornar muito agressivo verbalmente, uma fixação no estágio anal pode resultar em excesso de ordem ou desordem. Freud reconheceu que 'é possível que várias fixações sejam deixadas para trás no decorrer do desenvolvimento, e cada uma delas pode permitir uma irrupção da libido que foi empurrada - começando, talvez, pelas fixações adquiridas mais tarde, e continuando, a medida que o estilo de vida se desenvolve para originais'.

## A serviço do ego
Ernst Kris complementa as formulações gerais de Freud com uma noção específica de “regressão a serviço do ego”, ‘...os meios específicos pelos quais o material pré-consciente e inconsciente aparece na consciência do criador’. Assim, Kris abriu o caminho para que a psicologia do ego adotasse uma visão mais positiva da regressão. Carl Jung já havia argumentado que “a tendência regressiva do paciente ... não é apenas uma recaída no infantilismo, mas uma tentativa de chegar a algo necessário ... o sentimento universal de inocência infantil, a sensação de segurança, de proteção, de amor recíproco, de confiança”. No entanto, Kris estava preocupado em diferenciar o modo como a ‘inspiração, na qual o ego controla o processo primário e o coloca a seu serviço, precisa ser contrastada com a condição oposta, na qual o ego é dominado pelo processo primário’.
Não obstante, sua visão da regressão a serviço do ego poderia ser prontamente estendida em uma quase- romântica imagem do processo criativo, no qual‘é apenas na tempestade de uma regressão profunda, no curso da qual a personalidade sofre dissolução de estrutura e reorganização, que o gênio se torna capaz de se desvencilhar do padrão tradicional que ele foi forçado a integrar através das identificações necessárias. e reforçadas pela constelação edipiana’.
A partir daí, talvez tenha sido apenas um pequeno passo para a valorização da regressão na década de 1960 como um bem positivo por si só. ‘Neste tipo particular de jornada, a direção que temos que tomar é “para trás” e “para dentro”...Eles dirão que somos regredidos, recuados e fora de contato com eles. É verdade, temos muito, muito tempo para voltar a entrar em contato com a realidade’. Entretanto, os jungianos já haviam advertido que “a regressão romântica significava uma rendição ao lado não-racional que se pagava com o sacrifício da racionalidade e individualidade”; e Freud, por sua vez, notou nitidamente que essa extraordinária plasticidade dos desenvolvimentos mentais não é irrestrita em direção; a regressão pode ser descrita como uma capacidade especial para involução já que pode acontecer que um nível posterior e superior de desenvolvimento, uma vez abandonado, não possa ser alcançado novamente”.

## Visões recentes
Anna Freud (1936) classificou a regressão pela primeira vez em sua enumeração dos mecanismos de defesa, e sugeriu similarmente que as pessoas representassem comportamentos do estágio de desenvolvimento psicossexual em que estão fixados. Por exemplo, um indivíduo fixado em um estágio de desenvolvimento anterior pode chorar ou ficar de mau-humor ao ouvir notícias desagradáveis.
Michael Balint distingue entre dois tipos de regressão: uma regressão "maligna" desagradável à qual o nível edipiano é neurótico ... e a regressão "benigna" do paciente com falha básica. O problema, então, é o que o analista pode fazer para garantir que a regressão de seu paciente seja terapêutica e que qualquer risco de regressão patológica seja evitado.
Peter Blos sugeriu que "revisitar as primeiras posições psíquicas ... ajuda o adolescente a sair do envelope familiar", e que "a regressão durante a adolescência avança a causa do desenvolvimento". Stanley Olinick fala de "regressão a serviço do outro" por parte do analista "durante seu trabalho clínico. Essa regressão do ego é uma pré-condição para empatia '.
Demonstração de dor, deficiência etc também estão relacionadas à regressão. Quando a regressão se torna a pedra angular de uma personalidade e a estratégia de vida para superar problemas, ela leva a uma personalidade infantil.